# Isoperla lunigera
Isoperla lunigera és una espècie d'insecte plecòpter pertanyent a la família dels perlòdids.

## Descripció
- Les ales anteriors del mascle fan entre 10,3 i 11 mm i les de la femella 11,2-11,7.
- L'ou és més petit que els d'altres espècies d'Isoperla de Mongòlia: només 250 x 170 micròmetres.[5]

## Hàbitat
En el seu estadi immadur és aquàtic i viu a l'aigua dolça, mentre que com a adult és terrestre i volador.

## Distribució geogràfica
Es troba a Rússia (el massís de l'Altai, les muntanyes Sayan, el Transbaikal, l'óblast de l'Amur, el krai de Khabàrovsk i el krai de Primórie) i Mongòlia, incloent-hi el riu Selengà.